# Епизод (група)
„Епизод“ е българска рок група, създадена през 1983 година в София. Тя е сред първите метъл групи в България.
В началото „Епизод“ се подвизава в сферата на тежкия траш метъл, като заимства текстовете си от произведения на френския средновековен поет Франсоа Вийон. Големия си пробив на българската музикална сцена групата осъществява с издаването на албума „Българският Бог“ през 2002 година, приковавайки вниманието на слушателя със своите националистични възрожденски песни с текстове по българските класици Христо Ботев и Иван Вазов – дръзка смесица между тежка метъл музика, българска литература и история, подсилена с голяма доза патриотизъм. Много от песните са обогатени с женски и детски вокали, църковни хорове и много български фолклорни елементи.

## История

### 80-те-1993
Рок група „Епизод“ е създадена в читалище „Емил Шекерджийски“ в София. Дълго време, от 1983 г., през групата с това име са се учили да свирят много рок музиканти. Барабанист от онова време е Панайот Керелезов. Той е барабанист, когато в групата пристигат Росен Дойчинов – клавишни и Мирослав Гълъбов – китара. Те създават и първите няколко авторски песни по текстове на средновековния френски класик Франсоа Вийон. През есента на 1988 г. в групата пристига и Симеон Христов – бас китара. От този момент нататък четиримата – Панайот Керелезов, Росен Дойчинов, Мирослав Гълъбов и Симеон Христов започват усилено да търсят певец.
През пролетта на 1989 г. най-сетне подходящият човек е открит. Това е студентът Димитър Аргиров от Медицинската академия (с артистичен псевдоним Dimmi Argus). Този момент – 1989 г. се счита и за рождена година на групата, защото окончателно е комплектован съставът, който за кратко време печели много публика и прави своите първи професионални записи. Така се появява албумът „Молете се...“. На 18 юни 1989 г. „Епизод“ участват на втория национален рок фестивал в град Видин и печелят Голямата награда. Следват концерти в много градове на страната и участие в предаването „Рок око“ на Националната телевизия.
Паметната за българския народ дата на раздялата с комунизма – 10 ноември, сварва „Епизод“ на сцената на читалище „Емил Шекерджийски“. Малко след това „Епизод“ официално се разделят със стария барабанист Панайот Керелезов. Това се случва на концерт в зала „Веселин Андреев“ на 5 февруари 1990 г., като след първата част на концерта Керелезов става от барабаните и представя новия барабанист Стоян Петров, който завършва концерта. Групата продължава своите концерти в страната и през 1990 г. прави концерт в зала „Универсиада“ в София. Това е първият концерт след демократичните промени в България, събрал на едно място многохилядна публика и покрил европейските стандарти за масово зрелище. Следва силна изява на „Рок ринг“ на стадион „Академик“. Там групата закрива най-голямото дотогава рок шоу в страната, като излиза на мотори със запалени факли. Кадри от тази изява са излъчени като репортаж в италианската „Рай дуе“. Малко след това английската телевизия Би Би Си заснема концерт на „Епизод“ в Националния дворец на културата. С това завършва и първият период на групата, защото Росен Дойчинов, Мирослав Гълъбов и Димитър Аргиров емигрират в Канада, Холандия и Италия.
През 1991 г. се завръща китаристът Мирослав Гълъбов и заедно със Симеон Христов решават да запишат старите песни на „Епизод“. Намерени са певецът Васил Калпачки, барабанистът Емил Тасев и китаристът Драгомир Драганов. Записан е албумът „Молете се...“ (1992 г.) и промоцията му е в зала „Универсиада“. Мащабите на този концерт са невиждани дотогава в България. Използвани са църковен хор, балет, пантомима, сцената е на няколко нива. Този концерт е заснет от Българска национална телевизия и отразен от масовата преса със суперлативи.
През 1993 г. групата остава без певец и композираният вече албум „Мъртвец сред мъртъвци“ по текстове на френски поети от средновековието е изпят от китариста Мирослав Гълъбов, който година след това напуска групата.

### 1996 – 2009
След пауза от 3 години, през октомври 1996 г. Симеон Христов пише първите си песни за „Епизод“ и групата намира своя нов певец в лицето на Емил Чендов, с когото работи и до този момент. Драгомир Драганов и Стоян Петров също се завръщат в групата.
Следва реализацията на албумите „Дошло е време“ (който е издаден по-късно – 2003 г.) и „Респект“ (1999 г., в който пее Николай Урумов).
През 2000 г. „Епизод“ започва качествено нов етап в своето развитие. Създадени са песни по стихове на националните поети Иван Вазов и Христо Ботев. Така на музикалния пазар през 2002 г. излиза албумът „Българският Бог“. След този албум „Епизод“ печелят многобройна и вярна публика. В този момент съставът на групата е Емил Чендов – вокал, Драгомир Драганов – китара, Симеон Христов – бас и Христо Гьошарков – барабани, а през следващите 8 години клавиристи на групата в различни периоди са Иво Георгиев, Делян Георгиев и Павлин Бъчваров. Концертират усилено в цялата страна.
През 2003 г. „Епизод“ реализират албума „Мъжки песни“, който продължава традицията на „Българският Бог“ да съчетава поезията на поети класици с рок музика и български фолклор. Включени са и разработки на 3 народни песни.
На 19 февруари 2004 г. групата заснема свой концерт в НДК, от което прави своето първо DVD – „Епизод“. Там са включени всички песни от албумите „Българският Бог“ и „Мъжки песни“. В снимките участват ансамбъл „Гоце Делчев“ с хореограф Асен Павлов, народната певица Даниела Величкова, гъдуларя виртуоз Росен Генков, тромпетиста Владимир Митин и гайдаря Борислав Кьосев. Това DVD е излъчено от БНТ за националния празник 3 март по Канал 1 на 3 март 2004 г. Впоследствие го излъчват многократно големите кабелни телевизионни оператори. През лятото на същата 2004 г. „Епизод“ създават музиката на своя концептуален абум (наричан от някои рок опера) „Свети патриарх Евтимий“ по текстове на Иван Вазов и Радко Радков. Предпремиерата на Рок операта е на 4 април 2004 г. в Античния театър в град Пловдив, а премиерата – на възстановения дворец на българските царе на крепостта „Царевец“ в град Велико Търново. Този спектакъл е заснет и на музикалния пазар излиза второто DVD на групата – „Свети патриарх Евтимий“. В тази продукция групата реализира още една своя мечта – включва в свята музика църковен хор.
През 2006 г. „Епизод“ реализират своя албум „Нашите корени“. През същата година групата получава и своето международно признание за постигнатото след 2000 г. Списания и вестници в Австрия, Канада, Полша, Аржентина, САЩ и Германия анализират и дават отлична оценка на съчетанието рок музика – български фолклор – църковнослявянски ортодокс.
От 1 януари 2007 г. България е член на Европейския съюз. На 3 януари 2007 г. Би Би Си обявява „Епизод“ за най-качествената българска рок група.
През 2008 г. групата издава албума „Старият войн“, с песни по текстове на Христо Ботев, Иван Вазов и Симеон Христов. Същата година „Епизод“ заснемат и своето трето DVD, със същото заглавие – „Старият войн“. Това се случва на ежегодния мотосъбор на клуб „Черните рози“ от град Казанлък, където пред сцената на концерта се събира огромно множество рокери от различни клубове и градове със запалени факли.

### 2009 –
През април 2009 г. „Епизод“ се разделя с китариста Драгомир Драганов и басистът Симеон Христов намира заместник в лицето на Васил Бележков (по това време – студент в Националната музикална академия „Проф. Панчо Владигеров“, София в класа по китара на Цветан Недялков) само няколко дни преди следващия им концерт. Първоначално Васил се присъединява само като гост-музикант, който да покрие концертите до края на юни 2009 г., но междувременно приема поканата да се присъедини като постоянен член на групата и да участва в следващия албум на „Епизод“. През декември 2009 г. клавиристът Делян Георгиев (който е професионален оператор и е работил с хора като Люк Бесон) напуска групата и Васил Бележков продължава да работи и като клавирист, и като китарист.
През месец май 2010 г. басистът Симеон Христов изравя от архивите видеозапис на концерта на „Епизод“ от 1991 г. в зала „Универсиада“ и така се появява четвъртото DVD на групата – „Сенки от средновековието“. През лятото на 2010 г. барабанистът Стоян Петров се връща за кратко в „Епизод“. В периода юли – декември 2010 г. групата изнася концерти с 4-ма барабанисти – Стоян Петров, Христо Гьошарков, Иван Цонков и Георги Варамезов.
През октомври 2010 г. е издаден албумът „Народът на Дуло“. Този албум съвпада с 20-годишнината на групата и по този случай в него участват като гост-певци Звездомир Керемидчиев от „Ахат“, Йордан Караджов от „Сигнал“ и Филип Бръшков от „Команда 5“. Има също и гост-композитор – музиката и текста на първата и последната песен са дело на Александър Алексиев – Хофарт, който е художник и обложката на албума е фрагмент от негова картина, изобразяваща кан Кубрат, седнал на трона си и синовете му около него. Останалите текстове в албума са дело на автори като Иван Вазов и Пейо Яворов, както и на чуждестранните класици Джордж Байрон, Робърт Бърнс, Николай Некрасов и Йосташ Дешан.
През януари 2011 г. „Епизод“ намират своя постоянен барабанист в лицето на Деян Александров.
През октомври 2012 г. излиза албумът „Моята молитва“ (заглавната песен е по едноименното стихотворение на Христо Ботев). В него са вплетени типичните за групата български фолклор, църковно пеене и хевиметъл. В албума като гости участват народните певци Илия Луков и Даниела Величкова, цигуларят Никола Ваклинов и кавалджията Кирил Бележков (по-младият брат на китариста Васил), отново участва и Звезди от „Ахат“. В този албум Васил Бележков се изявява също и като композитор (на песента „Бащин съвет“ по едноименното стихотворение на Стефан Стамболов), и като тамбурист (в народната песен от пиринския край „Еленко моме“, изпята от Илия Луков). Освен стихове на Христо Ботев и Стефан Стамболов в албума са включени и песни по стихове на руските поети Александър Пушкин и Владимир Висоцки, а една от песните е по текст на басиста Симеон Христов. В албума е включен и български вариант на песен на руската група „Август“.
През ноември 2014 г. излиза Юбилейното DVD „Епизод – 25 години на сцената“, в което са включени много от незаснетите дотогава като видеоклипове песни на групата. Почти всички песни в него са от двудневния Рок фестивал „Панчарево 2014“, състоял се на едноименното езеро край София на 20 и 21 юни. В този концерт участват двамата предишни певци Димитър Аргиров и Николай Урумов, 2 гостуващи рок групи, деца от Русе и Априлци, народни певци и инструменталисти. В това DVD също са включени кадри от концертите на групата през 1990 и 1992 г. в зала „Универсиада“, както и концертни кадри от 2007 г.
През пролетта на 2016 г. Деян Александров напуска „Епизод“ и работата продължава с новия барабанист Богомил Дончев. Групата изнася концерти и с други гост-барабанисти.
През пролетта на 2017 г. е издаден албумът „Аз съм българче“ на Виктория Миланова и „Епизод“ с песни по текстове на Иван Вазов, Анета Мутафова, Биляна Дар, Ева Корназова и Симеон Христов. През есента на 2017 г. барабанистът Христо Гьошарков се връща в „Епизод“ и заедно с него и семейството на Вики Миланова групата пътува за с. Малая Перешчепина в Украйна, където преди повече от век е открито съкровището на Кубрат.
През пролетта на 2018 г. е представен за първи път пред публика Рок театър „Аспарух - битката за Онгъла“, чийто автор на драматургията и песните е Симеон Христов. В него интересното е, че едни и същи изпълнители играят ролите, пеят песните и свирят на инструменти. Участници от членовете на „Епизод“ са самият автор Симеон Христов (в ролята на българския колобър Енох), Христо Гьошарков (в ролята на Фока, главнокомандващ ромейската армия) и Васил Бележков (без роля), а останалите роли са поверени на гост-изпълнители. В драматургията са застъпени най-новите исторически проучвания, свързани с устройството на българската държава от 7 век, същността на българската религия и взаимоотношенията ни с Източната Римска империя, както е правилното име на държавата (Византия). По-късно през същата година групата записва своите нови песни с певеца Симеон Ангелов – изпълнител на ролята на Аспарух в рок театъра, който е също заместник-директор в столично училище и певец в църковен хор. Новите песни заедно с три от вече записаните по-рано – „Законите на Крум“, „Аз съм българче“ и „Асеновград“, стават част от албума „Великите владетели“, издаден през 2019 г. и посветен изцяло на българските владетели (Тервел, Омуртаг, Борис, Симеон, Самуил, Калоян и други).
През месец март 2023 г. са издадени двете юбилейни колекции „Обич за България” и „Метални души”, посветени на 35-годишната сценична дейност на „Епизод”. През месец септември Димитър Аргиров се завръща в групата като соло вокал, след като Емил Чендов се оттегля.

## Състав

### Актуален състав
- Димитър Аргиров (Dimmi Argus) – вокали
- Васил Бележков – електрическа и класическа китари, клавири, тамбура
- Симеон Христов – бас китара
- Христо Гьошарков – барабани

### Бивши членове
- Панайот Керелезов – барабани
- Росен Дойчинов – клавири
- Мирослав Гълъбов – китари
- Драгомир Драганов – китара, вокали
- Васил Калпачки – вокали
- Емил Тасев – барабани
- Стоян Петров – барабани
- Николай Урумов – вокали
- Иво Георгиев – клавири
- Делян Георгиев – клавири
- Павлин Бъчваров – клавири
- Деян Александров – барабани
- Емил Чендов – вокали
- Симеон Ангелов – вокали

### Гост музиканти
- Даниела Величкова – народна певица
- Кристина Янева – народна певица
- Виктория Миланова – вокал
- Илия Луков – народен певец
- Кирил Янев – вокал
- Звездомир Керемидчиев – вокал
- Йордан Караджов – вокал
- Филип Бръшков – вокал
- Александър Алексиев-Хофарт – беквокали
- Андон Петров – беквокали
- Иван Лечев – беквокали
- Ивайло Крайчовски – беквокали
- Владимир Митин – тромпет
- Петьо Митин – акордеон
- Ангел Андонов – клавишни
- Никола Ваклинов – цигулка
- Росен Генков – гъдулка
- Ноньо Христов – кавал
- Кирил Бележков – кавал
- Борислав Кьосев – гайда
- Мартин Лямов – гайда
- вокален ансамбъл 'In Sacris' (диригент – Боряна Найденова)

## Дискография
- Молете се... (1992)
- Мъртвец сред мъртъвци (1993)
- Респект (1999)
- Българският бог (2002)
- Дошло е време (2003)
  - албумът е записан още през 1996 г., но е издаден през 2003 г.
- Мъжки песни (2004)
- Свети Патриарх Евтимий (2004)
- Нашите Корени (2006)
- Старият Войн (2008)
- Народът на Дуло (2010)
- Моята молитва (2012)
- Аз съм българче (2017)
- Великите владетели (2019)
- Метални души (2023) - юбилейно издание
- Обич за България (2023) - юбилейно издание

### Видеография
- Епизод - Концерт НДК - DVD (2004)
- Свети Патриарх Евтимий - DVD (2005)
- Старият войн - DVD (2008)
- Сенки от Средновековието - DVD (2010)
- Епизод 25 години на сцената – Юбилейно DVD (2014)